# Campeonato Mundial de Ciclismo de Montaña de 2007
El XVIII Campeonato Mundial de Ciclismo de Montaña se celebró en la localidad de Fort William (Reino Unido) entre el 3 y el 9 de septiembre de 2007, bajo la organización de la Unión Ciclista Internacional (UCI) y la Federación Ciclista Británica. 
Las competiciones se realizaron en el monte Ben Nevis, 9 km al suroeste de la localidad escocesa. 
Se compitió en 4 disciplinas, las que otorgaron un total de 10 títulos de campeón mundial:
- Descenso (DH) – masculino y femenino
- Campo a través (XC) – masculino, femenino y mixto por relevos
- Campo a través para 4 (4X) – masculino y femenino
- Trials (TRI) – masculino 20″, masculino 26″ y femenino 20″/26″

## Países participantes
Participaron en total  ciclistas ( hombres y  mujeres) de 46 federaciones nacionales afiliadas a la UCI.
| África (CAC)             | América (COPACI) | Asia (ACC) | Europa (UEC)                                                                                        | Oceanía (OCC)           |
| ------------------------ | ---------------- | --- | --------------------------------------------------------------------------------------------------- | ----------------------- |
| Namibia Ruanda Sudáfrica | China Japón      | Alemania · Andorra · Austria · Bélgica · Chipre · Croacia · Dinamarca · Eslovaquia · Eslovenia · España · Estonia · Finlandia · Francia · Grecia · Hungría · Irlanda · Israel · Italia · Letonia · Noruega · Países Bajos · Polonia · Portugal · Reino Unido · República Checa · Rusia · San Marino · Suecia · Suiza · Turquía | Argentina · Barbados · Brasil · Canadá · Chile · Colombia · Costa Rica · Ecuador · Estados Unidos · | Australia Nueva Zelanda |

## Resultados

### Masculino
| Evento                        | Oro                                  | Plata                                | Bronce                                |
| ----------------------------- | ------------------------------------ | ------------------------------------ | ------------------------------------- |
| Descenso (09.09)              | Samuel Hill Australia 4:15,29        | Fabien Barel Francia 4:16,17         | George Atherton Reino Unido 4:21,71   |
| Campo a través (08.09)        | Julien Absalon Francia 2:17:06       | Ralph Näf · Suiza · 2:17:32          | Florian Vogel · Suiza · 2:18:00       |
| Campo a través para 4 (07.04) | Brian Lopes Estados Unidos           | Romain Saladini Francia              | Jurg Meijer · Países Bajos ·          |
| Trials 20″ (09.09)            | Benito Ros Charral · España · 6 pts. | Carles Díaz Codina · España · 7 pts. | Daniel Comas Riera · España · 10 pts. |
| Trials 26″ (09.09)            | Vincent Hermance Francia 9           | Gilles Coustellier Francia 10        | Kenny Belaey · Bélgica · 12           |

### Femenino
| Evento                        | Oro                                | Plata                                 | Bronce                                 |
| ----------------------------- | ---------------------------------- | ------------------------------------- | -------------------------------------- |
| Descenso (09.09)              | Sabrina Jonnier Francia 5:28,35    | Rachel Atherton Reino Unido 5:32,36   | Tracey Hannah Australia 5:39,89        |
| Campo a través (08.09)        | Irina Kalentieva · Rusia · 1:44:08 | Sabine Spitz · Alemania · 1:44:47     | Wang Jingjing China 1:45:50            |
| Campo a través para 4 (07.09) | Jill Kintner Estados Unidos        | Anneke Beerten · Países Bajos ·       | Melissa Buhl Estados Unidos            |
| Trials 20″/26″ (07.09)        | Karin Moor · Suiza · 7 pts.        | Gemma Abant Condal · España · 10 pts. | Mireia Abant Condal · España · 11 pts. |

### Mixto
| Evento                             | Oro                                                                             | Plata                                                                                     | Bronce                                                                       |
| ---------------------------------- | ------------------------------------------------------------------------------- | ----------------------------------------------------------------------------------------- | ---------------------------------------------------------------------------- |
| Campo a través por relevos (04.09) | Florian Vogel · Thomas Litscher · Petra Henzi · Nino Schurter · Suiza · 1:33:36 | Marcin Karczyński · Piotr Brzózka · Maja Włoszczowska · Dariusz Batek · Polonia · 1:34:25 | Georgia Gould Ethan Gilmour Samuel Schultz Adam Craig Estados Unidos 1:34:45 |

## Medallero
| Núm. | País           | Oro | Plata | Bronce | Total |
| ---- | -------------- | --- | ----- | ------ | ----- |
| 1    | Francia        | 3   | 3     | 0      | 6     |
| 2    | Suiza          | 2   | 1     | 1      | 4     |
| 3    | Estados Unidos | 2   | 0     | 2      | 4     |
| 4    | España         | 1   | 2     | 2      | 5     |
| 5    | Australia      | 1   | 0     | 1      | 2     |
| 6    | Rusia          | 1   | 0     | 0      | 1     |
| 7    | Reino Unido    | 0   | 1     | 1      | 2     |
| 7    | Países Bajos   | 0   | 1     | 1      | 2     |
| 9    | Alemania       | 0   | 1     | 0      | 1     |
| 9    | Polonia        | 0   | 1     | 0      | 1     |
| 11   | Bélgica        | 0   | 0     | 1      | 1     |
| 11   | China          | 0   | 0     | 1      | 1     |
|      | TOTAL          | 10  | 10    | 10     | 30    |